# Heraclia nigridorsa
Heraclia nigridorsa là một loài bướm đêm trong họ Noctuidae.